# Kleinvinkathaai
De kleinvinkathaai (Apristurus parvipinnis) is een vis uit de familie van Pentanchidae, orde roofhaaien (Carcharhiniformes), die voorkomt in het westen en het zuidwesten van de Atlantische Oceaan.

## Beschrijving
De kleinvinkathaai kan een lengte bereiken van 48 centimeter. Het lichaam van de vis heeft een langgerekte vorm. 
De vis heeft twee rugvinnen.

## Leefwijze
De kleinvinkathaai is een zoutwatervis die voorkomt in diep water. De soort komt voor op dieptes tussen 636 en 1115 meter.

## Relatie tot de mens
In de hengelsport wordt er weinig op de vis gejaagd. 